# 羅葉尾溪
羅葉尾溪（:97日文漢字 rahao轉譯泰雅語：），是台灣大甲溪二級支流有勝溪的源流，除下游一小段外，大部分位於宜蘭縣大同鄉境內。
羅葉尾溪發源於雪山山脈的羅葉尾山東側，先向南轉東南流至思源埡口西南方約500公尺處，轉向西南流入台中市和平區境內，至省道台7甲線思源二號橋旁滙集東南側的另一支流後，改稱有勝溪。
羅葉尾溪是泰雅族南山部落的傳統領域。

## 生態
2009年，雪霸國家公園管理處首度至國家公園範圍外的羅葉尾溪放流櫻花鉤吻鮭魚苗，存活率達6成以上。